# 1 Samuel 20

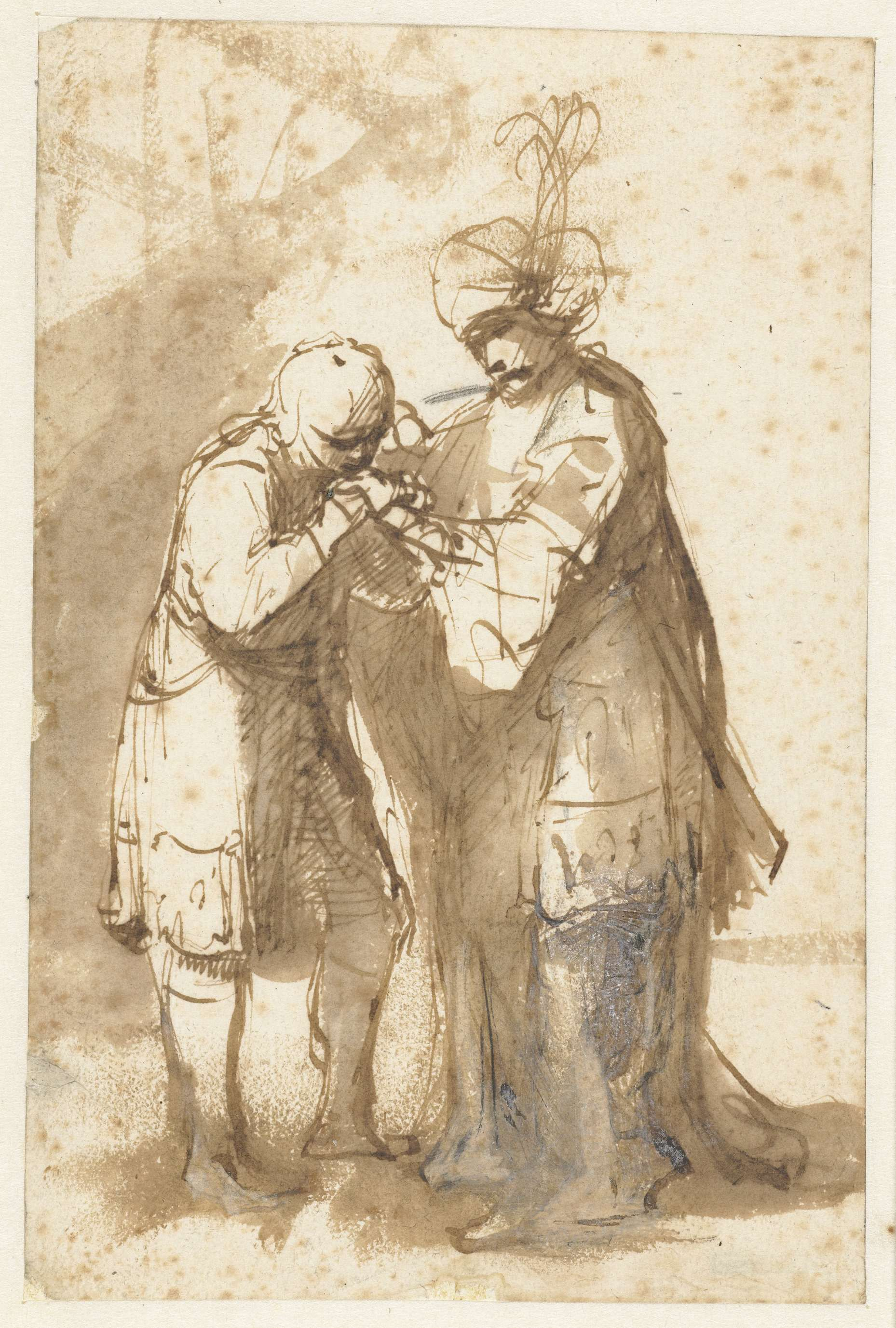
"David and Jonathan" by Rembrandt (1640)

1 Samuel 20 es el vigésimo capítulo del Primer Libro de Samuel en el Antiguo Testamento de la Biblia cristiana  o la primera parte de los Libros de Samuel en la Biblia hebrea. Según la tradición judía, el libro se atribuyó al profeta Samuel, con adiciones de los profetas Gad y Natán, pero muchos eruditos modernos lo ven como una composición de varios textos independientes de diversas épocas, desde el 630-540 a. C. aproximadamente.  Este capítulo contiene el relato de la huida de David de los repetidos intentos de Saúl de matarlo. Esto se encuentra dentro de una sección que comprende desde 1 Samuel 16 hasta 2 Samuel 5, que registra el ascenso de David como rey de Israel.

## Texto
Este capítulo fue escrito originalmente en el idioma hebreo. Está dividido en 42 versículos.

### Testigos textuales
Algunos manuscritos antiguos que contienen el texto de este capítulo en hebreo son de la tradición del Texto Masorético, que incluye el Códice de Jerusalén (895), el Códice de Alepo (siglo X) y el Códice de Leningrado (1008). Se encontraron fragmentos que contienen partes de este capítulo en hebreo entre los Rollos del Mar Muerto, incluido el 4Q51 (4QSama; 100-50 a. C.) con los versículos 3-4, 9-10 y 12 existentes.
Entre los manuscritos antiguos existentes de una traducción al griego koiné conocida como la Septuaginta (originalmente realizada en los últimos siglos a. C.) se encuentran el Códice Vaticano (B; {\displaystyle \ ara{G}}B; siglo IV) y el Códice Alejandrino (A; {\displaystyle \ ara{G}}A; siglo V).

## Lugares
- Belén
- Naioth en Ramah

## Análisis
Un tema importante y recurrente en este capítulo es cómo la familia de Saúl actuó contra él y se puso del lado de David, especialmente Jonatán, que anteriormente había logrado reconciliar a ambos y ahora se vio obligado a tomar partido. Inicialmente, apoyó a su padre y al juramento de su padre de no hacer daño a David (19:6), se negó a creer que David estuviera cerca de la muerte, pero estaba dispuesto a descubrir la verdadera intención de Saúl durante la Fiesta de la Luna Nueva e informar a David del resultado mediante el mensaje codificado acordado. En ese momento, Saúl le dijo explícitamente a Jonatán que su dinastía de reyes no podría realizarse mientras David estuviera vivo. Sin embargo, la ciega ambición de Saúl había aumentado la brecha entre él y su familia, hasta el punto de que su enemistad hacia David lo había «aislado de su propia familia».

## Jonatán y David renuevan su pacto (20:1-29)
Después de escapar de la persecución de Saúl en Naiot, David volvió a buscar a Jonatán para averiguar por qué Saúl quería matarlo. Acordaron un método por el cual Jonatán, tras establecer la intención de Saúl, informaría a David sin que nadie más lo supiera.

### Versículo 5
Y David dijo a Jonatán: Ciertamente, mañana es luna nueva, y no debería dejar de sentarme con el rey a comer. Pero déjame ir, para que pueda esconderme en el campo hasta el tercer día por la tarde.
- «Luna nueva»: una festividad que consiste en ofrendas de sacrificio (Números 28:11-15) y banquetes de celebración, que también se celebraba en otras partes del mundo antiguo, como Mesopotamia y Babilonia.[19] La fiesta puede requerir que todo el clan esté presente y esto se utilizó como excusa para que David se ausentara ante el rey.[20] El hijo mayor probablemente reuniría a todos los miembros, por lo que David pidió que lo dejaran ir a «ver a mis hermanos» (1 Samuel 20:29).[20] Según este capítulo, la fiesta duró tres días.[17]

### Versículo 19
Y cuando hayas estado tres días, baja rápidamente y ven al lugar donde te escondiste el día de la hazaña; y quédate junto a la piedra Ezel.
- «Me he quedado tres días»: del hebreo: שִׁלַּשְׁתָּ, «shillashta», «hacer una tercera vez», que podría enmendarse a שִׁלִּישִׁית, «shillishit», «[el] tercer [día]».[22]

## Saúl intenta matar a Jonatán (20:30-42)
Jonatán inició la conversación con Saúl ofreciendo una excusa para la ausencia de David, y luego defendiendo a David (versículo 32), haciéndose eco de las propias palabras de David en el versículo 1, pasando de ser un conciliador entre David y Saúl a ser el defensor de David bajo la amenaza de su padre (versículos 30-33). La feroz respuesta de Saúl y su intento de matar a Jonatán muestran que David no tuvo más remedio que abandonar la corte de Saúl y huir, no por deslealtad ni por ambición propia, sino debido a acontecimientos fuera de su control. David promete extender su pacto con Jonatán para incluir la «casa» de Jonatán (versículo 15) y sus «descendientes» (versículo 42), anticipando la bondad de David hacia el hijo de Jonatán, Mefi-boset (2 Samuel 9) y la supervivencia de la casa de Saúl.

### Versículo 42
Cuando el niño llegó, David salió de su escondite en el Neguev. Se arrojó boca abajo al suelo y se inclinó tres veces. Se besaron y lloraron juntos; David lloró más tiempo.
- «En el Neguev»: traducido del Texto Masorético מֵאֵ֣צֶל הַנֶּ֔גֶב.[23] Septuaginta en Códice Vaticano lo traduce como «desde el Argab» (argab = «un montón de piedras»)[24] o «desde el lado del montículo»,[25] mientras que Septuaginta en Códice Alejandrino tiene «desde el sueño».[24] El Tárgum de Jonathan traduce esto como מֵאֵ֣צֶל הַנֶּ֔גֶב «el ʿezel del sur», donde Nagev es un préstamo del hebreo «Negev, desierto». Las diferentes versiones (árabe, siríaca) tienen aquí la repetición de la declaración en 1 Samuel 20:19.[24][26]

### Comentarios sobre Samuel
- Auld, Graeme (2003). «1 & 2 Samuel».  En James D. G. Dunn and John William Rogerson, ed. Eerdmans Commentary on the Bible. Eerdmans. ISBN 9780802837110.
- Bergen, David T. (1996). 1, 2 Samuel. B&H Publishing Group. ISBN 9780805401073.
- Gordon, Robert P. (1999). I & II Samuel, A Commentary. Zondervan. ISBN 978-0310230229.
- Hertzberg, Hans Wilhelm (1964). I & II Samuel, A Commentary (trans. from German 2nd edition 1960 edición). Westminster John Knox Press. p. 19. ISBN 978-0664223182.
- Tsumura, David Toshio (2007). The First Book of Samuel. Eerdmans. ISBN 9780802823595.

### General
- Breytenbach, Andries (2000). «Who Is Behind The Samuel Narrative?».  En Johannes Cornelis de Moor and H.F. Van Rooy, ed. Past, Present, Future: the Deuteronomistic History and the Prophets. Brill. ISBN 9789004118713.
- Coogan, Michael David (2007).  Coogan, Michael David; Brettler, Marc Zvi; Newsom, Carol Ann et al., eds. The New Oxford Annotated Bible with the Apocryphal/Deuterocanonical Books: New Revised Standard Version, Issue 48 (Augmented 3rd edición). Oxford University Press. ISBN 978-0195288810.
- Fitzmyer, Joseph A. (2008). A Guide to the Dead Sea Scrolls and Related Literature. Grand Rapids, MI: William B. Eerdmans Publishing Company. ISBN 9780802862419.
- Halley, Henry H. (1965). Halley's Bible Handbook: an abbreviated Bible commentary (24th (revised) edición). Zondervan Publishing House. ISBN 0-310-25720-4. (requiere registro).
- Hayes, Christine (2015). Introduction to the Bible. Yale University Press. ISBN 978-0300188271.
- Jones, Gwilym H. (2007). «12. 1 and 2 Samuel».  En Barton, John; Muddiman, John, eds. The Oxford Bible Commentary (first (paperback) edición). Oxford University Press. pp. 196-232. ISBN 978-0199277186. Consultado el 6 de febrero de 2019.
- Klein, R.W. (2003). «Samuel, books of».  En Bromiley, Geoffrey W, ed. The International Standard Bible Encyclopedia. Eerdmans. ISBN 9780802837844.
- Knight, Douglas A (1995). «Chapter 4 Deuteronomy and the Deuteronomists».  En James Luther Mays, David L. Petersen and Kent Harold Richards, ed. Old Testament Interpretation. T&T Clark. p. 62. ISBN 9780567292896.
- Ulrich, Eugene, ed. (2010). The Biblical Qumran Scrolls: Transcriptions and Textual Variants. Brill.
- Würthwein, Ernst (1995). The Text of the Old Testament. Grand Rapids, MI: Wm. B. Eerdmans. ISBN 0-8028-0788-7. Consultado el 26 de enero de 2019.

- Datos: Q12470180